# Dancing Girls
Pour plus de détails, voir Fiche technique et Distribution.
Dancing Girls, ou Tout pour la danse au Québec, (Make It Happen) est un film américain réalisé par Darren Grant sorti en 2008.

## Synopsis
Une jeune fille se rend à Chicago pour accomplir son rêve de devenir danseuse en rejoignant la prestigieuse Chicago School of Music and Dance. Mais le casting se passe mal et après une suite de déconvenues, elle devient danseuse dans un bar...

## Fiche technique
- Titre : Dancing Girls
- Titre original : Make It Happen
- Réalisation et scénario : Darren Grant, Duane Adler
- Durée : 90 minutes
- Sortie : 2009
- Date de sortie : 9 décembre 2008 en DVD aux  États-Unis ; 10 juin 2009 en salles en  France
- Pays : États-Unis

## Distribution

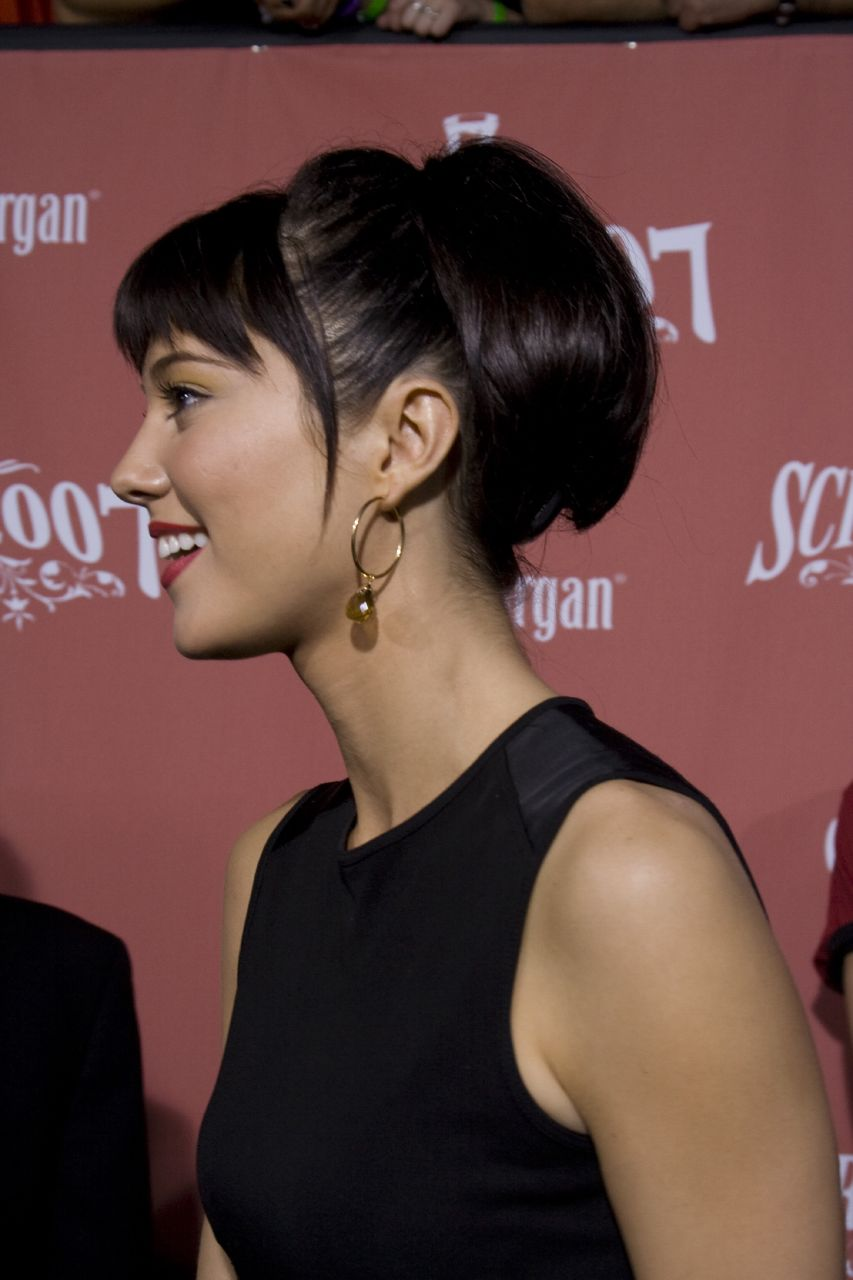
L'actrice principale Mary Elizabeth Winstead, l'année de tournage du film.

- Mary Elizabeth Winstead (VF : Elisabeth Ventura) : Lauryn
- Tessa Thompson (VF : Fily Keita) : Dana
- Riley Smith (VF : Maël Davan-Soulas) : Russ
- John Reardon (VF : Fabrice Josso) : Joel
- Julissa Bermudez : Carmen
- Ashley Roberts (VF : Caroline Pascal (actrice)) : Brooke
- Karen LeBlanc (VF : Annie Milon) : Brenda
- Matt Kippen : Wayne
- Erik Fjeldsted : Marty - mécanicien
- Aaron Merke : Clay - mécanicien
- Leigh Enns : Client flirtant
- Christina Grace SY : Danseuse - auditions
- Debbie Patterson : Réceptionniste des ambitions
- Sofia Costantini : Assistante du chorégraphe
- Jeremy Koz : Gars sexy
- Gordon Tanner : David Lancer - chorégraphe
- Kyle Nobess : Charlie le portier du Ruby's
- Terry Ray : Gars à l'anniversaire
- Alexandra Herzog : Fille snob
- Michael Xavier : Marcus
- Sara Thompson : Jeune Lauryn
- Tara Birtwhistle : Mère de Lauryn
- Ernie Pitts : Videur au Malcolm's
- Dan Skene : Barman au Ruby's
- Nigel Holt : Danseur de rue
- Duncan Tran : Danseur de rue

'Source et légende' : Version française (VF) sur Symphonia Films (la société de doublage)